# 唇珊瑚螺
唇珊瑚螺（学名：Rhizochilus madreporarum），是新腹足目珊瑚螺科Rhizochilus属的一种。主要分布于中国大陆，常栖息在低潮线。